# Iwan Cziżow
Iwan Dmitrijewicz Cziżow (ros. Иван Дмитриевич Чижов, ur. 16 czerwca 1899 we wsi Skripino w guberni moskiewskiej, zm. ?) – radziecki działacz partyjny i państwowy.

## Życiorys
Od sierpnia 1918 do 1919 służył w Armii Czerwonej, 1919-1922 pracował w fabryce hamulców, 1922-1924 był przewodniczącym rady wiejskiej w guberni moskiewskiej, a od 1924 do maja 1931 ślusarzem i zastępcą dyrektora fabryki "Mospoligraf". Od 1927 należał do WKP(b), od maja 1931 do września 1933 był przewodniczącym kołchozu, zastępcą przewodniczącego rejonowej rady spółdzielni spożywców i kierownikiem rejonowego oddziału rolnego, od września 1933 do czerwca 1936 studiował na Wydziale Partyjnym Wyższej Szkoły Rolniczej im. Kaganowicza. Następnie został instruktorem i zastępcą kierownika wydziału rejonowego komitetu WKP(b) w Moskwie, następnie III sekretarzem rejonowego komitetu WKP(b), od września 1938 do 6 stycznia 1940 był p.o. przewodniczącego, a od 6 stycznia 1940 do marca 1942 przewodniczącym Komitetu Wykonawczego Amurskiej Rady Obwodowej. Od marca 1942 do października 1942 był I zastępcą przewodniczącego Komitetu Wykonawczego Chabarowskiej Rady Krajowej, od 8 grudnia 1943 do 4 sierpnia 1945 I sekretarzem Sachalińskiego Komitetu Obwodowego WKP(b), od lipca 1945 do 1946 słuchaczem Wyższej Szkoły Partyjnych Organizatorów przy KC WKP(b), a 1946-1947 II sekretarzem Komitetu Obwodowego WKP(b) Ojrotskiego Obwodu Autonomicznego. W latach 1947–1950 był zastępcą przewodniczącego Komitetu Wykonawczego Ałtajskiej Rady Obwodowej, a 1950-1951 pełnomocnikiem Rady ds. Kołchozów przy Radzie Ministrów ZSRR na obwód irkucki, 1948-1953 zaocznie studiował w Wyższej Szkole Partyjnej przy KC WKP(b), 1953-1955 był głównym inspektorem państwowym ds. handlu w Moskwie. Został odznaczony dwoma Orderami Czerwonego Sztandaru Pracy.